# Championnat de Belgique de football 2019-2020
Navigation
Jupiler Pro League 2018-2019 Jupiler Pro League 2020-2021
La saison 2019-2020 de la Jupiler Pro League est la 117e saison de la première division belge.
Le premier niveau du championnat oppose les seize meilleurs clubs de Belgique en une série de trente rencontres jouées durant le championnat, puis de dix matchs durant des play-offs.
Au terme de la phase classique du championnat, les seize équipes sont réparties en deux niveaux de play-offs en fonction de leur classement. Les six premiers sont regroupés dans les Play-offs 1 et voient leurs points divisés par deux. Ils se rencontrent à nouveau deux fois (à domicile et en déplacement), le premier au terme de ce mini-championnat remportant le titre de champion de Belgique. Les équipes classées de la septième à la seizième place rejoignent les équipes classées de la première à la sixième place de Division 1B, ainsi divisées en quatre groupes de quatre dans les « Play-offs 2 », et leurs points sont ramenés à zéro. Les équipes s'affrontent deux fois chacune (une fois à domicile et une fois à l'extérieur). Les quatre vainqueurs de chaque groupe disputent ensuite des demi-finales et une finale (aller/retour). Le vainqueur de la finale rencontre ensuite l'équipe classée 4e des Play-offs 1 afin de se disputer le dernier ticket européen.
À la suite de la pandémie de Covid-19, le championnat est suspendu à la 29e journée. Le championnat est définitivement arrêté après l'assemblée générale du 15 mai 2020, le classement final étant celui arrêté à la 29e journée.

## Clubs participants
| Club                                             | Dernière montée | Budget en M€ | Classement 2018-2019 | Entraîneur         | Depuis | Stade                       | Capacité théorique | Nombre de saisons en Division 1 | Équipementier | Sponsor principal    |
| ------------------------------------------------ | --------------- | ------------ | -------------------- | ------------------ | ------ | --------------------------- | ------------------ | ------------------------------- | ------------- | -------------------- |
| Koninklijk Racing Club Genk                      | 1996            | 50           | 1                    | Hannes Wolf        | 2019   | Luminus Arena               | 23 718             | 34                              | Nike          | Beobank              |
| Club Brugge Koninklijk Voetbalclub               | 1959            | 70           | 2                    | Philippe Clement   | 2019   | Stade Jan Breydel           | 29 062             | 97                              | Macron        | Unibet               |
| Royal Standard de Liège                          | 1921            | 30           | 3                    | Michel Preud'homme | 2018   | Stade de Sclessin           | 30 023             | 101                             | New Balance   | VOO                  |
| Royal Antwerp Football Club                      | 2017            | 30           | 4                    | László Bölöni      | 2017   | Stade du Bosuil             | 13 373             | 98                              | Jako          | Ghelamco             |
| Koninklijk Athletiek Associatie Gent             | 1989            | 44           | 5                    | Jess Thorup        | 2018   | Ghelamco Arena              | 20 000             | 79                              | Craft         | VDK Bank             |
| Royal Sporting Club Anderlecht                   | 1935            | 50           | 6                    | Frank Vercauteren  | 2019   | Stade Constant Vanden Stock | 21 500             | 89                              | Joma          | BNP Paribas Fortis   |
| Koninklijk Sint-Truidense Veotbal Vereniging     | 2015            | 12,5         | 7                    | Marc Brys          | 2018   | Stayen                      | 14 600             | 42                              | Umbro         | DMM.com              |
| Koninklijk Veotbalclub Kortrijk                  | 2008            | 14           | 8                    | Yves Vanderhaeghe  | 2018   | Stade des Éperons d'or      | 9 399              | 32                              | Jako          | AGO Jobs & HR        |
| Royal Charleroi Sporting Club                    | 2012            | 18           | 9                    | Karim Belhocine    | 2019   | Stade du Pays de Charleroi  | 15 000             | 54                              | Kappa         | Proximus             |
| Royal Excel Mouscron                             | 2014            | 8,5          | 10                   | Bernd Hollerbach   | 2019   | Le Canonnier                | 10 517             | 6                               | Uhlsport      | Star Casino          |
| Sport Vereniging Zulte-Waregem                   | 2005            | 15,5         | 11                   | Francky Dury       | 2011   | Stade Arc-en-ciel           | 12 250             | 14                              | Patrick       | Willy Naessens Group |
| Königliche Allgemeine Sportvereinigung Eupen     | 2016            | 10,7         | 12                   | Beñat San José     | 2019   | Stade du Kehrweg            | 8 363              | 4                               | Nike          | Académie Aspire      |
| Cercle Brugge Koninklijk Sport Vereniging        | 2018            | 18           | 13                   | Bernd Storck       | 2019   | Stade Jan Breydel           | 29 062             | 81                              | Kappa         | Napoleon Games       |
| Koninklijk Voetbalclub Oostende                  | 2013            | 15           | 14                   | Dennis Van Wijk    | 2019   | Versluys Arena              | 8 400              | 10                              | Joma          | diaz.be              |
| Koninklijk Red Star Waasland Beveren Sport Kring | 2012            | 8,5          | 15                   | Arnauld Mercier    | 2019   | Freethiel                   | 8 190              | 7                               | Uhlsport      | Star Casino          |
| Yellow-Red Koninklijk Voetbalclub Malines        | 2019            | 14,4         | 1er (Division 2)     | Wouter Vrancken    | 2018   | Stade AFAS                  | 16 672             | 69                              | Jartazi       | Telenet Group        |

Légende
- Ligue des champions 2019-2020, phase de groupes
- Ligue des champions 2019-2020, troisième tour de qualification pour non-champions
- Ligue Europa 2019-2020, phase de groupes
- Ligue Europa 2019-2020, troisième tour de qualification
- Ligue Europa 2019-2020, deuxième tour de qualification
- Promu de Division 1B

### Changements d'entraîneur
| Club               | Entraîneur partant                                            | Motif du départ               | Date de départ   | Entraîneur arrivant                                           | Date d'arrivée   |
| ------------------ | ------------------------------------------------------------- | ----------------------------- | ---------------- | ------------------------------------------------------------- | ---------------- |
| RSC Anderlecht     | Karim Belhocine                                               | Fin de contrat                | Pré-saison       | Simon Davies (Entraîneur) Vincent Kompany (Entraîneur-joueur) | 19 mai 2019      |
| RE Mouscron        | Bernd Storck                                                  | Fin de contrat                | Pré-Saison       | Bernd Hollerbach                                              | 22 mai 2019      |
| Club Bruges        | Ivan Leko                                                     | Fin de contrat                | Pré-saison       | Phillipe Clement                                              | 24 mai 2019      |
| KV Ostende         | Gert Verheyen                                                 | Consentement mutuel           | Pré-Saison       | Kåre Ingebrigtsen                                             | 6 mai 2019       |
| KRC Genk           | Phillipe Clement                                              | Consentement mutuel           | Pré-saison       | Felice Mazzu                                                  | 3 juin 2019      |
| Cercle Bruges      | Laurent Guyot                                                 | Consentement mutuel           | Pré-Saison       | Fabien Mercadal                                               | 20 juin 2019     |
| Sporting Charleroi | Felice Mazzu                                                  | Fin de contrat                | Pré-Saison       | Karim Belhocine                                               | 21 juin 2019     |
| Waasland-Beveren   | Adnan Čustović                                                |                               |                  | Arnauld Mercier                                               |                  |
| Cercle Bruges      | Fabien Mercadal                                               | Consentement mutuel           |                  | Bernd Storck                                                  |                  |
| RSC Anderlecht     | Simon Davies (Entraîneur) Vincent Kompany (Entraîneur-joueur) | Autres fonctions dans le club |                  | Francky Vercauteren                                           | 3 octobre 2019   |
| KRC Genk           | Felice Mazzu                                                  | Consentement mutuel           | 12 novembre 2019 | Hannes Wolf                                                   | 19 novembre 2019 |
| Saint-Trond VV     | Marc Brys                                                     | Consentement mutuel           | 25 novembre 2019 | Milos Kostic                                                  | 03 janvier 2020  |

### Villes et stades
| Club Bruges KV                      | RSC Anderlecht                                  | KAA La Gantoise                         | KRC Genk                                     |
| ----------------------------------- | ----------------------------------------------- | --------------------------------------- | -------------------------------------------- |
| Stade Jan-Breydel Capacité : 29 945 | Lotto Park Capacité : 21 500                    | Ghelamco Arena Capacité : 20 000        | Luminus Arena Capacité : 23 718              |
|                                     |                                                 |                                         |                                              |
| KV Ostende                          | SV Zulte Waregem                                | KV Courtrai                             | RSC Charleroi                                |
| Versluys Arena Capacité : 8 400     | Stade Arc-en-ciel Capacité : 12 414             | Stade des Éperons d'or Capacité : 9 399 | Stade du Pays de Charleroi Capacité : 17 824 |
|                                     |                                                 |                                         |                                              |
| Standard de Liège                   | KV Malines                                      | Cercle Bruges KSV                       | RE Mouscron                                  |
| Stade de Sclessin Capacité : 30 023 | Stade Argos Achter de Kazerne Capacité : 16 700 | Stade Jan-Breydel Capacité : 29 945     | Le Canonnier Capacité : 10 570               |
|                                     |                                                 |                                         |                                              |
| Waasland-Beveren                    | Saint-Trond VV                                  | KAS Eupen                               | Royal Antwerp FC                             |
| Freethiel Capacité : 8 190          | Stayen Capacité : 14 600                        | Stade du Kehrweg Capacité : 8 363       | Stade du Bosuil Capacité : 16 144            |
|                                     |                                                 |                                         |                                              |

### Localisation des clubs
| Anderlecht Genk FC Bruges Cercle Bruges La Gantoise Standard Mouscron Courtrai Z-Waregem Ostende Charleroi Waasland-Bev. Saint-Trond Eupen Antwerp Malines |

## Phase classique du championnat

### Classement final
Le classement est calculé avec le barème de points suivant : une victoire vaut trois points, le match nul un, la défaite ne rapporte aucun point. À la fin de cette phase classique, le leader est assuré d’être en Europe avec le 4e meilleur ticket possible sur 5.
 
Critères de départage en cas d'égalité de points :
1. Plus grand nombre de victoires
2. Plus grande « différence de buts générale »
3. Plus grand nombre de buts marqués
4. Plus grand nombre de buts marqués en déplacement

Le championnat est suspendu à l'issue de la 29e journée en raison de la pandémie de Covid-19 sur décision du gouvernement belge le 12 mars 2020. Le 2 avril, le conseil administratif de la Pro League recommande l'arrêt définitif du championnat avec conservation du classement ; la décision est validée par l'Assemblée générale de la Pro League le 15 mai.
| Rang | Équipe             | Pts | J  | G  | N  | P  | Bp | Bc | Diff |
| ---- | ------------------ | --- | -- | -- | -- | -- | -- | -- | ---- |
| 1    | Club Brugge        | 70  | 29 | 21 | 7  | 1  | 58 | 14 | +44  |
| 2    | La Gantoise        | 55  | 29 | 16 | 7  | 6  | 56 | 33 | +23  |
| 3    | Sporting Charleroi | 54  | 29 | 15 | 9  | 5  | 49 | 22 | +27  |
| 4    | Antwerp C          | 53  | 29 | 15 | 8  | 6  | 49 | 32 | +17  |
| 5    | Standard de Liège  | 49  | 29 | 14 | 7  | 8  | 47 | 32 | +15  |
| 6    | KV Mechelen P      | 44  | 29 | 13 | 5  | 11 | 46 | 43 | +3   |
| 7    | GenkT S            | 44  | 29 | 13 | 5  | 11 | 45 | 42 | +3   |
| 8    | RSC Anderlecht     | 43  | 29 | 11 | 10 | 8  | 44 | 28 | +16  |
| 9    | SV Zulte Waregem   | 36  | 29 | 10 | 6  | 13 | 41 | 49 | -8   |
| 10   | RE Mouscron        | 36  | 29 | 9  | 9  | 11 | 38 | 40 | -2   |
| 11   | KV Kortrijk        | 33  | 29 | 9  | 6  | 14 | 40 | 44 | -4   |
| 12   | STVV               | 33  | 29 | 9  | 6  | 14 | 34 | 51 | -17  |
| 13   | KAS Eupen          | 30  | 29 | 8  | 6  | 15 | 28 | 51 | -23  |
| 14   | Cercle Brugge      | 23  | 29 | 7  | 2  | 20 | 27 | 54 | -27  |
| 15   | KV Oostende        | 22  | 29 | 6  | 4  | 19 | 29 | 58 | -29  |
| 16   | Waasland-Beveren   | 20  | 29 | 5  | 5  | 19 | 21 | 60 | -39  |

Légende
- Ligue des champions 2020-2021, phase de groupes
- Ligue des champions 2020-2021, troisième tour de qualification pour non-champions
- Ligue Europa 2020-2021, Phase de groupes[5]
- Ligue Europa 2020-2021, troisième tour de qualification
- Ligue Europa 2020-2021, deuxième tour de qualification
- Relégué en D1 B

Abréviations3
T : Tenant du titre

C : Vainqueur de la Coupe de Belgique 2019-2020

S : Vainqueur de la Supercoupe de Belgique 2019

P : Promus de D1 B depuis la saison précédente

### Résultat des rencontres
| Résultats (▼dom., ►ext.)                                   | SCA | ANT | CER | KVB | CHA | EUP | AAG | RCG | KOR | REM | KVO | STA | STT | WBE | ZWA | KVM |
| R. SC Anderlecht                                           |     | 1-2 | 2-1 | 1-2 | 0-0 | 6-1 | 3-3 | 2-0 | 0-0 | 1-0 | 1-2 | 1-0 | 4-1 | 0-0 | 7-0 | 0-0 |
| R. Antwerp FC                                              | 0-0 |     | 3-1 | 2-1 | 1-1 | 1-0 | 3-2 | 1-1 | 3-1 | A   | 3-1 | 2-2 | 2-0 | 4-1 | 2-1 | 1-0 |
| Cercle Brugge K. SV                                        | 1-2 | 1-2 |     | 0-2 | 0-2 | 1-2 | 1-0 | 1-2 | 1-3 | 2-2 | A   | 0-2 | 2-1 | 1-0 | 2-0 | 3-2 |
| Club Brugge KV                                             | 2-1 | 1-0 | 2-1 |     | 1-0 | 0-0 | 4-0 | 1-1 | 3-0 | 1-0 | 2-0 | 1-1 | 6-0 | 2-1 | 4-0 | 3-0 |
| R. Charleroi SC                                            | 1-2 | 2-1 | 3-0 | 0-0 |     | 1-0 | 1-1 | 2-1 | A   | 1-0 | 5-0 | 2-0 | 0-3 | 2-0 | 4-0 | 2-1 |
| K.AS Eupen                                                 | 0-0 | 1-4 | 1-0 | A   | 1-1 |     | 2-3 | 2-0 | 1-2 | 2-1 | 1-0 | 1-2 | 0-2 | 1-1 | 1-1 | 0-2 |
| K. AA Gent                                                 | 1-1 | 1-1 | 3-2 | 1-1 | 1-4 | 6-1 |     | 4-1 | 2-0 | 3-1 | 2-0 | 3-1 | 4-1 | 2-0 | 2-0 | 3-0 |
| K. RC Genk                                                 | 1-0 | 2-2 | 1-0 | 1-2 | 1-0 | 2-1 | 0-2 |     | 2-1 | 2-1 | 3-1 | 1-3 | 1-2 | 4-1 | 0-2 | A   |
| KV Kortrijk                                                | 4-2 | 0-1 | 1-0 | 2-2 | 1-1 | 1-2 | 0-2 | 0-1 |     | 1-2 | 2-2 | 3-1 | 4-0 | 1-3 | 2-0 | 2-3 |
| R. Excel Mouscron                                          | 0-0 | 3-1 | 0-1 | 0-1 | 1-1 | 2-0 | 2-1 | 2-2 | 2-0 |     | 3-1 | 2-2 | 1-3 | 1-0 | 2-2 | 1-2 |
| KV Oostende                                                | 3-2 | 1-1 | 3-1 | 0-2 | 0-1 | 2-3 | 2-1 | 0-3 | 2-4 | 2-2 |     | 1-4 | 1-0 | 0-1 | 1-1 | 2-1 |
| R. Standard de Liège                                       | 1-1 | 1-0 | 2-1 | 0-0 | 1-1 | 3-0 | 0-1 | 1-0 | 2-1 | 4-1 | 2-1 |     | 0-0 | 2-0 | 4-0 | 1-2 |
| K. St-Truidense VV                                         | A   | 1-1 | 0-1 | 1-2 | 1-3 | 5-2 | 0-0 | 3-3 | 2-0 | 0-1 | 1-0 | 2-1 |     | 1-1 | 0-0 | 0-3 |
| K. RS Waasland-Beveren SK                                  | 0-3 | 0-4 | 1-1 | 1-3 | 0-4 | 0-1 | A   | 0-4 | 1-2 | 1-1 | 3-1 | 2-1 | 1-0 |     | 1-2 | 1-3 |
| SV Zulte-Waregem                                           | 1-2 | 2-0 | 6-0 | 0-2 | 3-1 | 1-0 | 2-2 | 0-3 | 2-2 | 1-2 | 2-0 | A   | 5-1 | 5-0 |     | 0-2 |
| YR KV Mechelen                                             | 2-0 | 3-1 | 3-1 | 0-5 | 2-2 | 1-1 | 0-3 | 3-1 | 1-1 | 2-2 | 1-0 | 2-3 | 1-2 | 4-0 | 0-2 |     |
| - Victoire à domicile - Match nul - Victoire à l'extérieur |     |     |     |     |     |     |     |     |     |     |     |     |     |     |     |     |

- "A" = Rencontres de la 30e journée annulée.

## Play-Offs
Les play-offs 1 et 2 sont annulés à cause de la pandémie de Covid-19.

## Statistiques
| Région flamande (11)             | Région flamande (11) | Région wallonne (5)               | Région wallonne (5) |
| -------------------------------- | -------------------- | --------------------------------- | ------------------- |
| Province d'Anvers                | 2                    | Province de Hainaut               | 2                   |
| Province de Flandre-Occidentale  | 5                    | Province de Liège                 | 2                   |
| Province de Flandre-Orientale    | 2                    | Province de Luxembourg            | 0                   |
| Province de Limbourg             | 2                    | Province de Namur                 | 0                   |
| Province du Brabant flamand      | 0                    | Province du Brabant wallon        | 0                   |
| Région de Bruxelles-Capitale VFV | 0                    | Région de Bruxelles-Capitale ACFF | 1                   |

À partir de la saison 2017-2018, le Brabant est également scindé en ailes linguistiques. Les cercles de la Région de Bruxelles-Capitale doivent choisir leur appartenance entre VFV et ACFF. La grande majorité opte pour l'ACFF.

### Buts marqués par journée
Ce graphique représente le nombre de buts marqués lors de chaque journée

### Classement des buteurs
Le classement des meilleurs buteurs comptabilise uniquement les buts inscrits durant la phase classique et les play-offs.
Dernière mise à jour le 14/5/2020.
| #  | Joueur            | Club               | Buts | Matchs | Minutes jouées |
| -- | ----------------- | ------------------ | ---- | ------ | -------------- |
| 1  | Jonathan David    | K. AA Gent         | 18   | 27     | 2102           |
| 2  | Dieumerci Mbokani | R. Antwerp FC      | 18   | 28     | 2507           |
| 3  | Hans Vanaken      | Club Brugge KV     | 13   | 29     | 2525           |
| 4  | Kaveh Rezaei      | Charleroi SC       | 12   | 22     | 1640           |
| 5  | Michel Vlap       | R. SC Anderlecht   | 11   | 23     | 1601           |
| 6  | Lior Refaelov     | R. Antwerp FC      | 11   | 24     | 1675           |
| 7  | Yohan Boli        | K. St-Truidense VV | 10   | 17     | 1395           |
| 8  | Roman Yaremchuk   | K. AA Gent         | 10   | 18     | 1510           |
| 9  | Igor de Camargo   | YR KV Mechelen     | 10   | 27     | 1809           |
| 10 | David Okereke     | Club Brugge KV     | 9    | 22     | 1058           |

### Classement des passeurs
Le classement des meilleurs passeurs comptabilise uniquement les passes décisives inscrits durant la phase classique et les play-offs.
Dernière mise à jour le 14/5/2020.
| #  | Joueur             | Club                 | Assists | Matchs | Minutes jouées |
| -- | ------------------ | -------------------- | ------- | ------ | -------------- |
| 1  | Ruud Vormer        | Club Brugge KV       | 14      | 27     | 2373           |
| 2  | Vadis Odjidja Ofoe | K. AA Gent           | 9       | 26     | 2250           |
| 3  | Danijel Milićević  | K. AS Eupen          | 7       | 23     | 1877           |
| 4  | Jonathan David     | K. AA Gent           | 7       | 27     | 2102           |
| 5  | Facundo Colidio    | K. St-Truidene VV    | 6       | 12     | 696            |
| 6  | Ali Gholizadeh     | R. Charleroi SC      | 6       | 22     | 1512           |
| 7  | Mehdi Carcela      | R. Standard de Liège | 6       | 26     | 1629           |
| 8  | Nikola Storm       | YR KV Mechelen       | 6       | 27     | 2047           |
| 9  | Onur Kaya          | YR KV Mechelen       | 6       | 24     | 2071           |
| 10 | Junya Ito          | K. RC Genk           | 6       | 29     | 2341           |

### Classement des clean sheets
Le classement des clean sheets comptabilise uniquement les clean sheets accumulés durant la phase classique et les play-offs.
Dernière mise à jour le 14/5/2020.
| #  | Joueur                 | Club                 | Clean sheets | Matchs |
| -- | ---------------------- | -------------------- | ------------ | ------ |
| 1  | Simon Mignolet         | Club Brugge KV       | 16           | 27     |
| 2  | Nicolas Penneteau      | R. Charleroi SC      | 12           | 29     |
| 3  | Hendrik Van Crombrugge | R. SC Anderlecht     | 12           | 29     |
| 4  | Thomas Kaminski        | K. AA Gent           | 10           | 29     |
| 5  | Sammy Bossut           | SV Zulte Waregem     | 8            | 23     |
| 6  | Arnaud Bodart          | R. Standard de Liège | 8            | 29     |
| 7  | Ortwin De Wolf         | K. AS Eupen          | 6            | 28     |
| 8  | Daniel Schmidt         | K. St-Truidense VV   | 5            | 20     |
| 9  | Sinan Bolat            | R. Antwerp FC        | 5            | 27     |
| 10 | Gaëtan Coucke          | K. RC Genk           | 4            | 18     |

### Affluence
| Rang | Match | Journée | Date | Affluence |
| ---- | ----- | ------- | ---- | --------- |
| 1    |       |         |      |           |

## Bilan de la saison
| Championnat de Belgique de football 2019-2020 |                               |
| Champion                                      | Club Brugge KV (16e titre)    |
| Dauphin                                       | K. AA Gent                    |
| Coupes et trophées                            |                               |
| Vainqueur de la Coupe de Belgique 2019-2020   | Royal Antwerp FC              |
| Vainqueur de la Supercoupe de Belgique 2019   | K. RC Genk                    |
| Qualifications continentales                  |                               |
| Ligue des champions de l'UEFA 2020-2021       | Club Brugge KV                |
| Ligue des champions de l'UEFA 2020-2021       | K. AA Gent                    |
| Ligue Europa 2020-2021                        | R. Charleroi SC               |
| Ligue Europa 2020-2021                        | Royal Antwerp FC              |
| Ligue Europa 2020-2021                        | R. Standard de Liège          |
| Promotions et relégations                     |                               |
| Promus en Jupiler Pro League (D1A)            | Oud-Heverlee Louvain          |
| Promus en Jupiler Pro League (D1A)            | K Beerschot VA                |
| Relégués en Proximus League (D1B)             | K. RS Waasland Beveren SK (1) |

- (1) Relégué sur décision de l'Assemblée Générale de la Pro League, en date du 15 mai 2020, le K. RS Waasland Beveren SK conteste ce fait et, après diverses procédures au fil de l'été 2020 finit par obtenir gain de cause et conserve sa place parmi l'élite nationale. Voir Dossier Waasland-Beveren sur la page de Division 1B 2020-2021.

## Bilan par club
- Saison 2018-2019 du Cercle Bruges KSV
- Saison 2018-2019 du KRC Genk
- Saison 2018-2019 du KV Courtrai
- Saison 2018-2019 du SV Zulte Waregem
- Saison 2018-2019 du Saint-Trond VV
- Saison 2018-2019 de Waasland-Beveren
- Saison 2018-2019 du KV Ostende
- Saison 2018-2019 du Royal Antwerp FC
- Saison 2018-2019 du Royal Excel Mouscron
- Saison 2018-2019 du KAA La Gantoise
- Saison 2018-2019 du KAS Eupen
- Saison 2019-2020 du Standard de Liège

## Parcours en Coupes d'Europe
| Club                  | Compétition         | Résultat           | Ultime(s) adversaire(s) | Ultime(s) adversaire(s) | Ultime(s) adversaire(s) |
| --------------------- | ------------------- | ------------------ | ----------------------- | ----------------------- | ----------------------- |
| Club Bruges           | Ligue des champions | Phase de groupes   | Paris Saint-Germain     | Real Madrid             | Galatasaray             |
| Genk                  | Ligue des champions | Phase de groupes   | Liverpool FC            | SSC Naples              | RB Salzbourg            |
| Club Bruges (reversé) | Ligue Europa        | Seizième de finale | Manchester United       | Manchester United       | Manchester United       |
| La Gantoise           | Ligue Europa        | Seizième de finale | AS Roma                 | AS Roma                 | AS Roma                 |
| Standard Liège        | Ligue Europa        | Phase de groupes   | Arsenal FC              | Eintracht Francfort     | Vitória Guimaraes       |
| Antwerp               | Ligue Europa        | Barrages           | AZ Alkmaar              | AZ Alkmaar              | AZ Alkmaar              |

### Coefficient UEFA du championnat belge
Le classement UEFA de la fin de saison 2019-2020 permet d'établir la répartition et le nombre d'équipes pour les coupes d'Europe de la saison 2021-2022.
| Rang 2020 | Rang 2019 | Évolution | Ligue    | 2015-2016 | 2016-2017 | 2017-2018 | 2018-2019 | 2019-2020 | Coefficient | Places en Ligue des champions | Places en Ligue des champions | Places en Ligue Europa | Places en Ligue Europa Conférence | Places en Ligue Europa Conférence |
| Rang 2020 | Rang 2019 | Évolution | Ligue    | 2015-2016 | 2016-2017 | 2017-2018 | 2018-2019 | 2019-2020 | Coefficient | PG                            | T3                            | TB                     | T3                                | T2                                |
| --------- | --------- | --------- | -------- | --------- | --------- | --------- | --------- | --------- | ----------- | ----------------------------- | ----------------------------- | ---------------------- | --------------------------------- | --------------------------------- |
| 8         | 8         | =         | Belgique | 7,400     | 12,500    | 2,600     | 7,800     | 7,600     | 37,900      | 1                             | 1                             | 1                      | 1                                 | 1                                 |
| 9         | 9         | =         | Ukraine  | 9,800     | 5,500     | 8,000     | 5,600     | 7,200     | 36,100      | 1                             | 1                             | 1                      | 1                                 | 1                                 |
| 10        | 11        | +1        | Pays-Bas | 5,750     | 9,100     | 2,900     | 8,600     | 9,400     | 35,750      | 1                             | 1                             | 1                      | 1                                 | 1                                 |

### Coefficient UEFA des clubs engagés en Coupe d'Europe
- Phase de groupes de la Ligue des champions de l'UEFA 2019-2020
- Troisième tour de qualification de la Ligue des champions de l'UEFA 2019-2020
- Phase de groupes de la Ligue Europa 2019-2020
- Troisième tour de qualification de la Ligue Europa 2019-2020
- Deuxième tour de qualification de la Ligue Europa 2019-2020

| Rang 2019 | Rang 2020 | Évolution | Club        | 2015-2016 | 2016-2017 | 2017-2018 | 2018-2019 | 2019-2020 | Coefficient UEFA |
| --------- | --------- | --------- | ----------- | --------- | --------- | --------- | --------- | --------- | ---------------- |
| 52        | 40        | +12       | La Gantoise | 16,000    | 10,000    | 1,000     | 2,500     | 10,000    | 39,500           |
| 60        | 55        | +5        | Genk        | 0,000     | 16,000    | 0,000     | 9,000     | 5,000     | 30,000           |
| 37        | 57        | -20       | FC Bruges   | 4,000     | 4,000     | 1,500     | 11,000    | 8,000     | 28,500           |
| 82        | 74        | +8        | Standard    | 1,500     | 6,000     | 0,000     | 7,000     | 6,000     | 20,500           |
| -         | 144       | -         | Antwerp     | 0,000     | 0,000     | 0,000     | 0,000     | 2,500     | 2,500            |